# George McIlraith

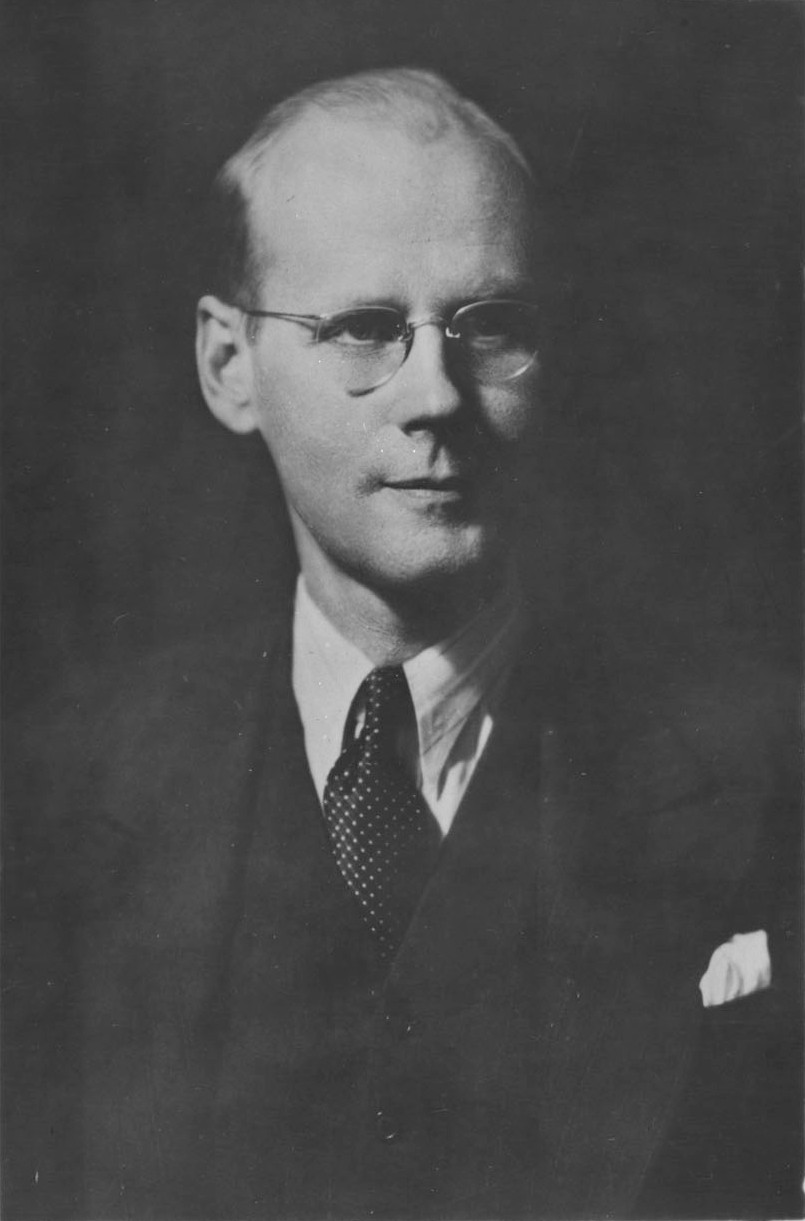
George McIlraith (1948)

George James McIlraith PC QC (* 29. Juli 1908 in Lanark County, Ontario; † 19. August 1992) war ein kanadischer Jurist und Politiker der Liberalen Partei, der insgesamt mehr als 43 Jahre Abgeordneter des Unterhauses und Mitglied des Senats und mehrmals Minister war.

## Leben

### Unterhausabgeordneter und Juniorminister
Nach dem Schulbesuch absolvierte McIlraith ein Studium der Rechtswissenschaften und war nach dessen Abschluss als Rechtsanwalt und Barrister tätig.
Seine politische Laufbahn begann McIllraith, als er als Kandidat der Liberalen Partei bereits bei der Wahl vom 26. März 1940 erstmals zum Abgeordneten in das Unterhaus gewählt wurde und in diesem bis zur Unterhauswahl am 25. Juni 1968 den Bundeswahlkreis Ottawa West und anschließend bis zum 27. April 1972 den Bundeswahlkreis Ottawa Centre vertrat.
Sein erstes Regierungsamt nahm er im September 1945 als Parlamentarischer Assistent des Wiederaufbauministers an und war danach von Januar 1946 bis Februar 1948 Parlamentarischer Assistent des Ministers für Wiederaufbau und Versorgung sowie im Anschluss bis April 1949 Parlamentarischer Assistent des Ministers für Handel und Gewerbe. Diese Funktion hatte er erneut von Juli 1949 bis Juni 1953 inne und war daneben zwischen April 1951 und Juni 1953 auch Parlamentarischer Assistent des Minister für Verteidigungsproduktion.
Während seiner Mitgliedschaft im Unterhaus war er zusätzlich von September bis Dezember 1949 Vorsitzender des Sonderausschusses für die Atomenergiekontrollbehörde sowie zwischen Februar und Juni 1950 Vorsitzender des Ausschusses für die Geschäftstätigkeit des Nationalen Forschungsrates. Daneben war er von Januar bis August 1956 auch Vorsitzender des parlamentarischen Sonderausschusses für Forschung.

### Minister und Senator
Nach dem Wahlsieg der Liberalen Partei bei der Unterhauswahl vom 8. April 1963 wurde McIlraith von Premierminister Lester Pearson am 22. April 1963 als Verkehrsminister in die 19. Regierung Kanadas berufen und übernahm in dieser nach einer Kabinettsumbildung am 3. Februar 1964 das Amt des Präsidenten des Kronrates (President of the Privy Council) und behielt diese Funktion bis zum 6. Juli 1965. Zugleich war er zwischen dem 19. März und dem 28. Juni 1964 geschäftsführender Minister für nationale Einkünfte.
Am 30. Oktober 1964 übernahm McIlraith als Nachfolger von Guy Favreau als Vorsitzender der Fraktion der Liberalen Partei das einflussreiche Amt des Führers der Regierung im Unterhaus (Leader of the Government in the House of Commons) und behielt diese Funktion bis zu seiner Ablösung durch Allan MacEachen am 3. Mai 1967. Des Weiteren übernahm er zwischen April und September 1965 die Funktion des Vorsitzenden des parlamentarischen Sonderausschusses für Verfahren und Organisation.
Neben dieser Funktion fungierte er des Weiteren vom 30. Juni bis zum 6. Juli 1965 als geschäftsführender Justizminister und Generalstaatsanwalt und wurde im Anschluss am 7. Juli 1965 Minister für öffentliche Arbeiten. Dieses Amt bekleidete er bis zum 5. Juli 1968 auch im 20. kanadischen Kabinett, das von Pearsons Nachfolger als Premierminister, Pierre Trudeau, gebildet wurde. Zuletzt war er in dieser Regierung vom 6. Juli 1968 bis zu seinem Rücktritt aus persönlichen und gesundheitlichen Gründen am 21. Dezember 1970 Solicitor General.
Nachdem er am 27. April 1972 auf sein Mandat im Unterhaus verzichtete, wurde er auf Vorschlag von Premierminister Trudeau Mitglied des Senats und vertrat in diesem bis zu seinem Rücktritt aufgrund des Erreichens der Altersgrenze von 75 Lebensjahren am 29. Juli 1983 den Senatsbezirk Ottawa Valley. Während seiner langjährigen Senatszugehörigkeit war er ebenfalls Mitglied mehrerer Ständiger Ausschüsse.
Bei seinem Ausscheiden aus dem Senat gehörte er dem Parlament von Kanada 43 Jahre 4 Monate und 4 Tage an.